# Veljko Žibret
Veljko Žibret (* 3. Juni 1978 in Zagreb, SFR Jugoslawien) ist ein ehemaliger kroatischer Eishockeyspieler, der seine gesamte Karriere beim KHL Medveščak Zagreb unter Vertrag stand.

## Karriere
Veljko Žibret begann seine Karriere als Eishockeyspieler in seiner Heimatstadt in der Nachwuchsabteilung des KHL Medveščak Zagreb, für den er in der Saison 1995/96 sein Debüt in der kroatischen Eishockeyliga gab. Von 2000 bis 2007 nahm der Center parallel für Medveščak am Spielbetrieb der Interliga teil sowie von 2007 bis 2009 in der slowenischen Eishockeyliga. Einzig in der Saison 2005/06 lief er für einen anderen Klub auf, den SD Alfa aus Slowenien. In der Saison 2009/10 spielte er parallel zum Spielbetrieb der kroatischen Eishockeyliga in der neu gegründeten Slohokej Liga und in der Saison 2010/11 in dieser für das Team Zagreb, das Gemeinschaftsprojekt der Zagreber Spitzenvereine.  Im Sommer 2011 beendete er seine Karriere.
Mit dem KHL Medveščak Zagreb gewann er 14 Mal den kroatischen Meistertitel.            

### International
Für Kroatien nahm Žibret im Juniorenbereich an den U18-Junioren-C-Europameisterschaften 1995 und 1996 sowie an der U20-Junioren-C-Weltmeisterschaft 1997 teil. Im Seniorenbereich stand er im Aufgebot seines Landes bei der D-Weltmeisterschaft 1997, bei den C-Weltmeisterschaften 1998, 1999 und 2000 sowie nach der Umstellung auf das heutige Divisionensystem bei den Weltmeisterschaften der Division II 2004, 2005, 2007 und 2011 und der Division I 2001, 2002, 2003, 2006, 2008, 2009 und 2010. Zudem spielte er für Kroatien bei der Qualifikation zu den Olympischen Winterspielen 2006 in Turin und 2010 in Vancouver.

## Erfolge und Auszeichnungen
| - 1997 Kroatischer Meister mit KHL Medveščak Zagreb - 1998 Kroatischer Meister mit KHL Medveščak Zagreb - 1999 Kroatischer Meister mit KHL Medveščak Zagreb - 2000 Kroatischer Meister mit KHL Medveščak Zagreb - 2001 Kroatischer Meister mit KHL Medveščak Zagreb - 2002 Kroatischer Meister mit KHL Medveščak Zagreb - 2003 Kroatischer Meister mit KHL Medveščak Zagreb | - 2004 Kroatischer Meister mit KHL Medveščak Zagreb - 2005 Kroatischer Meister mit KHL Medveščak Zagreb - 2006 Kroatischer Meister mit KHL Medveščak Zagreb - 2007 Kroatischer Meister mit KHL Medveščak Zagreb - 2009 Kroatischer Meister mit KHL Medveščak Zagreb - 2010 Kroatischer Meister mit KHL Medveščak Zagreb - 2011 Kroatischer Meister mit KHL Medveščak Zagreb |

### International
- 1997 Aufstieg in die C-Weltmeisterschaft bei der D-Weltmeisterschaft
- 2000 Aufstieg in die B-Weltmeisterschaft bei der C-Weltmeisterschaft
- 2005 Aufstieg in die Division I bei der Weltmeisterschaft der Division II, Gruppe A
- 2007 Aufstieg in die Division I bei der Weltmeisterschaft der Division II, Gruppe A